# Жарков Юрій Васильович
Жарков Юрій Васильович (*18 липня 1952, м. Конотоп, Сумська обл.) — український політик, заступник Голови Державного комітету України з питань технічного регулювання та споживчої політики (червень 2006 — вересень 2008 рр.).

## Навчання
В 1975 р. закінчив Київський політехнічний інститут (1975) за спеціальністю інженер-механік, «Електроакустика та ультразвукова техніка».

## Трудова діяльність
- З 1975 р. — майстер, старший майстер, заступник начальник відділу Київського заводу електронних і обчислювальних машин; начальник відділу Кролевецького арматурного заводу.
- З 1986 р. — заступник директора, директор Конотопського арматурного заводу.
- З лютого 1990 до квітня 1997 — генеральний директор Кролевецького арматурного заводу.
- В квітні 1997 — травні 1999 — голова Кролевецької райдержадміністрації[3][4].

### Керівництво Сумської області
- З травня 1999 до травня 2002 — заступник голови Сумської обласної державної адміністрації з питань промисловості, енергетики, транспорту та зв'язку,
- В травні -грудні 2002  обіймав посаду першого заступник голови та виконуючого обов'язки Голови Сумської облдержадміністрації.

### Керівництво науковими установами
- З 2002 — голова Сумського обласного відділення Українського навчально-наукового центру стандартизації та сертифікації якості Дерспоживстандарту України.
- квітень 2003 — липень 2005 — генеральний директор ДП «Український науково-дослідний і навчальний центр проблем стандартизації, сертифікації та якості».
- З липня 2005 до червня 2006 — генеральний директор корпорації «Київська арматура».
- 05.—06.2006 — перший заступник Голови Державного комітету України з питань технічного регулювання та споживчої політики.

Державний службовець 3-го рангу (2006).  Депутат Сумської обласної ради ІV скликання (2002-2006), член постійної комісії з питань  промисловості, енергетики, транспорту, зв’ язку,  комунального господарства, будівництва та архітектури, розвитку підприємництва .

## Родина
Одружений, має сина і двох дочок.

## Нагороди
- Почесна грамота Кабінету Міністрів України (07.2002)[7].
- Орден «За заслуги» III ступеня (10.2004)[8].

## Джерело
- Відкрита Україна